# ITVカムリ・ウェールズ
ITVカムリ・ウェールズ（ITV Cymru Wales、以前はハーレック・テレビジョン（Harlech Television）及びHTVウェールズ（HTV Wales）として知られていた）は、ウェールズのITVフランチャイズ。2014年1月1日に新しい別のライセンスが開始され、ウェールズとイングランド西部にサービスを提供していた長年のデュアルフランチャイズ地域に取って代わった。

## ライセンス
ライセンスは、イングランドとウェールズで全てのチャンネル3ライセンスを保持しているITVブロードキャスティング株式会社（ITV Broadcasting Ltd）が引き続き保持している。
2014年1月の時点でTemplate:Update inline、以前のHTVの会社は法的にITVウェールズ・アンド・ウェスト・グループ株式会社（ITV Wales and West Group Ltd）及びITVウェールズ・アンド・ウェスト株式会社（ITV Wales and West Ltd）と呼ばれている。これらの各企業は、他の殆どの地域企業と同様に、ITV plcが所有しているが、カンパニーズ・ハウスには「休眠企業」としてリストされている。

## 歴史
放送ライセンスは、ITVウェールズ&ウェストの分割に続いて作成された。別のライセンスが地元の視聴者に利益をもたらすことが期待されている。
2012年5月、Ofcomはウェールズの独立ライセンスの可能性を提起した。
2015年8月25日、会社のニュースサービスと、時事問題やドキュメンタリーを含むニュース以外の番組が含めて、HDでの放送を開始した（ウェールズのこのHD視聴者がITVセントラルHDを受信する前）。

## 番組
ITVカムリ・ウェールズは、週に約6時間の全国ニュース、時事問題、特集番組を英語で制作している。その主力番組『ウェールズ・アット・シックス』は、平日18:00に放送され、終日及び週末には『ITVニュース カムリ・ウェールズ（ITV News Cymru Wales）』短信版が放送される。
このニュースサービスは、日曜日のランチタイムに放送される『ニューズウィーク・ウェールズ（Newsweek Wales）』、月曜日夜に放送される長期にわたる調査シリーズ『ウェールズ・ディス・ウィーク』、政治評論『シャープ・エンド（Sharp End）』などの定期的な時事問題番組によって補完される。農政シリーズ『コースト・アンド・カントリー（Coast and Country）』、政治インタビューストランド『フェイス・トゥ・フェイス（Face to Face）』、スポーツ チャット ショー『イン・タッチ（In Touch）』、『ヘリメッド（Helimeds）』、『タイム・オブ・ユア・ライフ（Time of Your Life）』などのドキュメンタリーシリーズ等、いくつかの特集シリーズも年間を通じて放送されている。
ITVカムリ・ウェールズは、時事問題、特集、ドラマ、エンターテインメントの分野でS4Cのウェールズ語出力も制作している。その主力タイトルの2つは、S4Cで最も長く放送されている最も人気のある番組の1つである、ダイ・ジョーンズの農村ドキュメンタリーシリーズ『Cefn Gwlad』と、調査時事問題番組『Y Byd ar Bedwar』と『Ein Byd』である。
ITVカムリ・ウェールズは、ウェールズでデビューした後、メインのITVネットワークで枠を獲得する前に、通常、スコットランドの視聴者がITVボーダーまたはSTVで視聴するための便利なオプトアウト枠を提供する多くの30分間のドキュメンタリーでも知られている。ドキュメンタリーの多くは、ポートメイリオンを記録した『ザ・ビレッジ（The Village）』、メナイ海峡周辺の生活を描いた『ザ・ストレイト（The Strait）』、テンビーでの1年を記録した『ザ・ハーバー（The Harbour）』など、沿岸リゾートや地域の生活の中で1年を追跡する形式になっている。最新の沿岸シリーズは『ザ・ピア（The Pier）』で、スランディドノ桟橋は2021年夏に撮影された。このシリーズは、2021年10月4日にITVカムリ・ウェールズで開始され、2022年3月13日にイングランドのITVでシリーズの1つのエピソードが放送された。
これらの番組に加えて、『ザ・マウンテン（The Mountain）』と『リターン・トゥ・ザ・マウンテン（Return to the Mountain）』がスノードン山で撮影され、ショーン・フレッチャーは、ITVカムリ・ウェールズのために、オファの防塁の道に沿ってフレチャーを連れて行く『ワンダーズ・オブ・ザ・ボーダー（Wonders of the Border）』と、全長870マイルのウェールズ・コースト・パスに沿って彼を案内する『ワンダーズ・オブ・ザ・コースト・パス（Wonders of the Coast Path）』で、いくつかのウォーキングドキュメンタリーを発表した。イングランドのITVでも放送されたこれらの番組に加えて、フレッチャーは現在、2013年からウェールズで放送されている番組で、ルース・ドズワースと共に『コースト&カントリー（Coast & Country）』のプレゼンターを務めている。